# Lucjan Bratz
Lucjan Bratz (ur. 5 stycznia 1887 w Tomaszowie Lubelskim, zm. 1961 w Londynie) – polski chemik, doktor, inżynier, podpułkownik uzbrojenia Wojska Polskiego.

## Życiorys
Studiował na Wydziale Chemicznym Politechniki Lwowskiej, w 1912 obronił pracę doktorską. W Wojsku Polskim pełnił służbę jako urzędnik wojskowy VIII rangi. Z dniem 1 marca 1924 roku został przemianowany na oficera zawodowego w stopniu majora ze starszeństwem z 1 grudnia 1920 roku i 2. lokatą w korpusie oficerów uzbrojenia. We wrześniu 1924 roku został przydzielony ze Zbrojowni nr 2 do Instytutu Badawczego Broni Chemicznej na stanowisko kierownika pracowni specjalnej, pozostając nadal oficerem nadetatowym Okręgowego Zakładu Uzbrojenia Nr I. Następnie pełnił służbę w Wojskowym Instytucie Gazowym, a później Wojskowym Instytucie Przeciwgazowym w Warszawie. Na podpułkownika został awansowany ze starszeństwem z 1 stycznia 1931 roku w korpusie oficerów uzbrojenia. Prowadził badania nad świecami i pociskami dymnymi. Od 1931 był wykładowcą na Politechnice Warszawskiej, gdzie prowadził zajęcia z dziedziny materiałów wybuchowych. Po wybuchu II wojny światowej przedostał się do Wielkiej Brytanii, gdzie służył w Polskich Siłach Zbrojnych.
Z dniem 6 września 1946 roku został pozbawiony polskiego obywatelstwa. 
Po zakończeniu wojny został wykładowca chemii organicznej w Polskim Uniwersytecie Na Obczyźnie. Spoczywa na cmentarzu North Sheen w Londynie..

## Dorobek naukowy
Dorobek naukowy Lucjana Bratza obejmuje dwanaście prac dotyczących świec i pocisków dymnych, dwie prace były jawne i zostały opublikowane, pozostałe zostały przygotowane na potrzeby wojskowości i te utajniono.

## Ordery i odznaczenia
- Krzyż Kawalerski Orderu Odrodzenia Polski (10 listopada 1933)[7]